# Ајронтон (Охајо)
Ајронтон (енгл. Ironton) град је у америчкој савезној држави Охајо.

## Демографија
По попису из 2010. године број становника је 11.129, што је 82 (-0,7%) становника мање него 2000. године.
| Група             | 2000.          | 2010.          |
| Белци             | 10.435 (93,1%) | 10.264 (92,2%) |
| Афроамериканци    | 587 (5,2%)     | 525 (4,7%)     |
| Азијати           | 28 (0,2%)      | 29 (0,3%)      |
| Хиспаноамериканци | 57 (0,5%)      | 61 (0,5%)      |
| Укупно            | 11.211         | 11.129         |